# گفتگو (تاک شو)
گفتگو (انگلیسی: The Talk) یک تاک شو آمریکایی است که از ۱۸ اکتبر ۲۰۱۰ توسط سی‌بی‌اس پخش می‌شود. این برنامه توسط بازیگر و میزبان آمریکایی سارا گیلبرت گسترش یافت.